# Plexaurella tenuis
Plexaurella tenuis is een zachte koraalsoort uit de familie Plexauridae. De koraalsoort komt uit het geslacht Plexaurella. Plexaurella tenuis werd in 1916 voor het eerst wetenschappelijk beschreven door Kunze. 